# Alfons Rebane
Alfons Vilhelm Robert Rebane (Valga, 24 giugno 1908 – Augusta, 8 marzo 1976) è stato un militare estone.
È stato il più alto decorato soldato nazista baltico della seconda guerra mondiale appartenuto alle Waffen-SS baltiche con il grado di Obersturmbannführer.
Ha preso parte alla resistenza post-bellica contro l'occupazione sovietica e fu un fondatore delle bande dei Fratelli della foresta.

## Biografia
Nel 1920 Alfons Vilhelm Robert Rebane, figlio di un dirigente di ferrovia, frequenta la scuola superiore di Narva. Dal 1926 al 1929 frequenta l'Università di Tartu e si laurea con i massimi voti al Collegio estone di guerra. Presta servizio come ufficiale di fanteria nel convoglio armato "Capitano Irv" del primo Reggimento ferroviario armato come sottotenente nel 1929. Sposatosi nel 1931 con Agnia Soomets, hanno una figlia che muore prematuramente. Nel giorno dell'Indipendenza Estone il 24 febbraio 1920, Rebane è promosso tenente. Dal 1935 al 1939 presta servizio come istruttore nella guardia volontaria nazionale nella contea di Viljandi, fra il 1939-1940 nel reggimento della contea di Läänemaa. Dal gennaio al giugno 1940 Rebane era il comandante di Lihula.

## Occupazione sovietica
Rebane presta servizio come ufficiale dell'esercito estone fino a quando le truppe sovietiche non occupano nel 1940 la nazione. I sovietici sciolgono l'esercito estone ed arrestano e condannano a morte l'intero alto comando militare estone. Altri ufficiali più giovani, come Rebane, vengono dismessi ed avviati coattivamente alla "riabilitazione politica" e quindi deportati. Nel 1941, svolgendo svariati lavori come muratore, Rebane fugge nella foresta. Forma le bande di irregolari anti-sovietici, autonominatisi "Fratelli della foresta" in Virumaa nelle aree a nord dell'Estonia, pattugliate dalle forze governative sovietiche.

## Inizio guerra mondiale
Dopo che la Germania acquisisce il controllo dell'Estonia, Rebane si mette al servizio dell'esercito nazista, entra nell'esercito tedesco e si reca a combattere contro i sovietici nel nord ovest della Russia, successivamente diviene capitano nel 184º Battaglione di sicurezza, incaricato della lotta antipartigiana e delle rappresaglie contro la popolazione; per questi "servigi" fu nominato maggiore del 658º Ost Battalion estone. Nel febbraio del 1944 l'unità del maggiore Rebane viene trasferita al fronte di Narva ed unita, il 2 marzo 1944, al 26º corpo di armata della Wehrmacht. Il 27 aprile 1944 l'unità confluisce nella Wehrmacht e Rebane viene reclutato nel ricostituito 20. Waffen-Grenadier-Division der SS. Viene promosso poi a colonnello del 47º Waffen-Grenadier Regiment. La divisione nazista estone gioca un ruolo significante nella Battaglia di Narva (1944) e nella Battaglia della Tannenberg line, resistendo alla nuova avanzata sovietica dell'Estonia fino al settembre 1944, quando sarà sopraffatta nel crollo generale del fronte. L'unità di Rebane viene evacuata in Germania e si vede impiegata ancora in altre azioni sul Fronte orientale nella primavera del 1945. Riuscendo a sfuggire svariate volte all'accerchiamento sovietico, Rebane insieme ad un piccolo gruppo di estoni, nei giorni finali del conflitto, sfugge alla cattura dei russi ed organizza la resa agli alleati. I soldati che combatterono nella sua unità erano soliti riferirsi colloquialmente a Rebane come la "volpe" (Rebane significa proprio "volpe" in lingua estone).

## Decorazioni
Rebane diventa il soldato estone più decorato. Durante la sua attività per l'Esercito Estone venne decorato come Croce bianca di terza classe della Guardia Nazionale e della Croce al Merito Lettone di Aizsargi. Come soldato tedesco venne premiato con la Croce di ferro di prima e seconda classe, la Croce al Merito di Guerra di seconda classe, della Medaglia del Fronte Orientale, della Ostvolk Medal d'argento per coraggio. Rebane è stato anche decorato con la medaglia d'argento Combattimento ravvicinato, per i combattimento corpo a corpo durante 30 giorni di mancato supporto. Nell'aprile 1945 è stato promosso a Waffen-Standartenführer.
Rebane è stato anche uno dei pochi non tedeschi ad essere stato decorato con la Croce di Cavaliere della Croce di Ferro, una delle maggiori onorificenze naziste. Fino al 1975, Rebane non ebbe conferma della veridicità delle voci riguardanti il conferimento di tale medaglia: negli ultimi convulsi giorni del Terzo Reich spesso non fu possibile far giungere ai decorandi né l'onorificenza né notizia del conseguimento della stessa. Poiché gli archivi erano stati spostati in Inghilterra, si dovette attendere la loro riconsegna alle autorità della Germania federale nel 1975 perché si avesse conferma del riconoscimento da parte dell'ultimo presidente della Germania nazionalsocialista Karl Dönitz.

## Dopoguerra
Nel 1947 Rebane si trasferisce in Inghilterra e collabora negli anni cinquanta con il servizio segreto inglese MI6.
Nel 1961 Rebane si trasferisce in Germania dove rimarrà sino alla sua morte nel 1976. Le ceneri di Rebane sono tornate in Estonia e seppellite con gli onori nel 1999.